# 巴黎足球俱乐部
巴黎足球俱樂部（Paris FC），通常簡稱為巴黎FC或PFC，是一家位於巴黎的法國職業足球俱樂部。球隊將自2025–26賽季起參加法甲聯賽，此前他們於上一賽季成功升級。巴黎足球會的主場位於巴黎第十三區的塞巴斯蒂安·夏萊蒂體育場（Stade Sébastien Charléty）。
成立於1969年，巴黎FC曾於1970年與聖日耳曼體育會（Stade Saint-Germain）合併組成巴黎聖日耳曼。然而在1972年俱樂部從巴黎聖日耳曼分離，形成今日的巴黎足球會。與其兄弟俱樂部不同，巴黎聖日耳曼已建立穩固的基礎並成為法國足壇的巨頭，而巴黎足球會則長期掙扎於業餘聯賽，巴黎FC直到2015年才重新獲得職業地位，上一次參加法甲聯賽是在1978–79賽季。
自2024年起，巴黎足球會由阿諾特家族的Agache Sport控股公司持有大多數股權，佔比52.4%。奧地利綜合企業Red Bull持有10.6%，由皮埃爾·費拉奇領導的Alter Paris持有29.8%，而蘇巴斯卡蘭·阿利拉加（Subaskaran Allirajah）的BRI則持有7.2%的股份。
虽然巴黎足球俱乐部并不成功，但是却培养了一些成功的球员，比如讓-克里斯托夫·圖弗內爾、馬馬杜·沙高、迪賈尼·貝萊德、艾門·貝萊德和加比奧·奧巴坦。其中沙高和貝萊德兄弟成功进入其所在的国家队，而圖弗內爾赢得1984年夏季奥运会的金牌。主教练羅杰·拿美爾在巴黎FC开始执教生涯，其后带领法國國家男子足球隊获得了2000年歐洲國家盃和2001年洲際國家盃的冠军。

## 历史

### 早期
為重振巴黎市的職業足球，巴黎FC於1969年8月1日成立，目標是在1970年前晉升至甲級聯賽。該俱樂部曾嘗試與色當體育會合併但遭拒絕，遂轉而尋求與乙級聯賽的聖日耳曼昂萊體育會合併，最終組成巴黎聖日耳門。現今的巴黎足球會實體成立於1972年，因時任巴黎市長拒絕支持非巴黎本土的俱樂部（原俱樂部位於聖日耳曼昂萊），導致與巴黎聖日耳門分裂。根據協議巴黎FC保留俱樂部實體的甲級聯賽資格、職業球員編制及職業身份，而巴黎聖日耳門則被行政降級至丙級聯賽並接收所有業餘球員。
在1972–73賽季初期，巴黎FC以王子公園體育場為主場征戰甲級聯賽。兩季後俱樂部降級至乙級聯賽，同期巴黎聖日耳門升入甲級並進駐王子公園體育場。經過四年乙級聯賽征戰，巴黎FC於1978–79賽季重返甲級聯賽，但該季表現不佳僅一季後再度降級，此後未能再晉升至法國頂級聯賽。

### 拉加代爾時期
1983年，由實業家讓-呂克·拉加代爾（Jean-Luc Lagardère）主導的巴黎FC與法國足球競賽會合併。合併後法國競賽會保留甲級聯賽資格，而巴黎FC被降級至第四級聯賽。由於資源匱乏，巴黎FC僅一季後便降入Division d'Honneur（第五級），並在此聯賽征戰四季，直至1988年重返第四級聯賽。隔年再度升級至第三級聯賽後，巴黎FC在此停留長達12年，期間成為法國全國聯賽創始成員之一。2000年，俱樂部以第17名成績降級至法國業餘錦標賽，經過六季努力後，終於在2006-07賽季重返全國聯賽。

### 重返職業足球
2014-15賽季成功征戰後，巴黎FC與同市宿敵紅星FC一同升上法乙聯賽，但僅停留一季便於2016-17賽季降回法國全國聯賽。該季巴黎FC雖晉級升降級附加賽決賽對陣US奧爾良，卻在兩回合總比分落敗。後因巴斯蒂亞財務違規被降級至第三級聯賽，巴黎FC獲得重返法乙。2017-18賽季以聯賽第8名作收，期間曾一度佔據升級席位。
2018-19賽季巴黎FC取得第4名，於升級附加賽八強對戰朗斯足球會，120分鐘1-1戰平後於點球大戰落敗。2021年4月30日，因2020年8月違反轉會條例，巴黎FC與昂熱足球會遭國際足聯處以2021年夏季轉會窗禁示令。

### 巴林投資時期
2020年7月，巴黎FC迎來新戰略經濟夥伴——巴林王國，該國通過資本投資取得俱樂部20%股權，主要用於改善財務狀況。創始人皮埃爾·費拉奇（Pierre Ferracci）（1983年成立「Alpha集團」及旗下審計諮詢公司「Alpha-Secafi」）仍保留77%控股權。巴林同時成為俱樂部主贊助商。
巴黎市議會審核年度補助撥款期間，多個人權組織（如ADHRB）呼籲針對股東方巴林王國的死刑政策與人權侵害展開對話。市議會指控巴林利用足球進行「體育洗白」，要求釋放遭酷刑逼供的死囚。
球衣因印有「Victorious Bahrain」標語及夏萊蒂球場「Explore Bahrain」廣告引發爭議，巴黎市議會通過修正案，在50萬歐元補助款中附加條件：要求俱樂部開展反歧視與人權宣導行動及
間接促使球場撤除巴林旅遊廣告

### 阿诺特入主与重返法甲
2024年10月，阿诺特家族被曝将联合红牛公司收购巴黎FC多数股权。11月29日交易正式完成：
- 阿诺特家族通过控股公司Agache Sport持股52.4%
- 皮埃尔·费拉奇旗下Alter Paris保留29.8%
- 红牛集团持股10.6%，BRI体育控股持7.2%[10]

2025年5月2日，巴黎足球會时隔46年重返法甲，成为继PSG后巴黎第二支顶级联赛球队。

## 現有陣容
最後更新：2025年4月28日
註釋：國旗表示球員在國際足聯資格規則定義的國家隊。球員可能擁有一個以上非國際足聯國籍。
| 號碼 |            | 位置 | 球員                      |
| ---- | ---------- | ---- | ------------------------- |
| 1    | 法國       | 门将 | 雷米·里奧                 |
| 2    | 芬兰       | 后卫 | 圖馬斯·奧利拉             |
| 4    | 法國       | 中场 | 文森特·馬爾凱蒂           |
| 5    | 塞内加尔   | 后卫 | 穆斯塔法·姆博             |
| 7    | 法國       | 前锋 | 阿利馬米·戈里             |
| 8    | 法國       | 中场 | 洛昂·杜塞                 |
| 9    | 法國       | 前锋 | 安迪·彭貝萊               |
| 10   | 阿尔及利亚 | 中场 | 伊蘭·凱巴爾               |
| 11   | 科特迪瓦   | 前锋 | 尚-菲利普·克拉索          |
| 12   | 马里       | 前锋 | 努哈·迪科                 |
| 13   | 法國       | 前锋 | 馬修·卡法羅               |
| 15   | 法國       | 后卫 | 蒂莫西·科洛澤扎克（隊長） |
| 16   | 法國       | 门将 | 奧貝德·恩坎巴迪奧         |

| 號碼 |            | 位置 | 球員                        |
| ---- | ---------- | ---- | --------------------------- |
| 17   | 法國       | 中场 | 阿達馬·卡馬拉               |
| 18   | 法國       | 前锋 | 奧馬爾·西索科               |
| 20   | 阿尔及利亚 | 前锋 | 朱利安·洛佩斯               |
| 21   | 法國       | 中场 | 馬克西姆·洛佩斯             |
| 22   | 摩洛哥     | 后卫 | 索菲安·阿拉庫什             |
| 26   | 塞内加尔   | 前锋 | 拉明·蓋耶                   |
| 28   | 比利时     | 后卫 | 蒂博·德斯梅特（由蘭斯租借） |
| 29   | 法國       | 前锋 | 皮埃爾-伊夫·哈梅爾          |
| 30   | 法國       | 门将 | 托馬斯·希默爾               |
| 31   | 法國       | 后卫 | 薩米爾·切爾吉               |
| 33   | 法國       | 后卫 | 迪米特里·科洛               |
| 39   | 摩洛哥     | 后卫 | 馬蒂斯·圖雷恩               |
| —    | 法國       | 后卫 | 諾阿·桑吉                   |

### 外借球員
註釋：國旗表示球員在國際足聯資格規則定義的國家隊。球員可能擁有一個以上非國際足聯國籍。
| 號碼 |      | 位置 | 球員                      |
| ---- | ---- | ---- | ------------------------- |
|      | 法國 | 后卫 | 朱爾斯·戈丹（外借至卡昂） |
|      | 法國 | 后卫 | 約安·科雷（外借至克萊蒙） |

| 號碼 |            | 位置 | 球員                                |
| ---- | ---------- | ---- | ----------------------------------- |
|      | 中非共和國 | 中场 | 加布里埃爾·瓦朗貝（外借至土倫）     |
|      | 瑞士       | 前锋 | 約西亞斯·盧肯比拉（外借至溫特圖爾） |

### 著名球員
以下是曾代表巴黎足球會及其前身參加法甲聯賽和國際比賽的著名球員，自1969年俱樂部成立以來，至少參加過80場正式比賽的球員才會列入此部分。
如需完整名單，請參見Category:巴黎球員。
- 讓-弗朗索瓦·貝爾特拉米尼（英语：Jean-François Beltramini）
- 喬治·埃奧（英语：Georges Eo）
- 貝爾納·吉涅杜（英语：Bernard Guignedoux）
- 法柏斯·莫里奧
- 吉米·莫德斯特（英语：Jimmy Modeste）
- 菲利普·普里厄爾（英语：Philippe Prieur）
- 拉姆里·拉奇（英语：Lamri Laachi）
- 奧馬爾·達·豐塞卡（英语：Omar da Fonseca）
- 阿曼德·奧塞（英语：Armand Ossey）
- 德拉戈斯拉夫·舍库拉拉茨